# Béa (pomme de terre)
La 'Béa' est une variété de pomme de terre d'origine néerlandaise créée par le semencier ZPC (actuellement HZPC Holland BV) en 1954. Elle est inscrite depuis 1954 aux catalogues officiels français et néerlandais,.
Ce cultivar a été utilisé pour créer de nombreuses nouvelles variétés, parmi lesquelles 'Spunta', issue en 1968 d'un croisement, 'Béa' × 'USDA 96-56', qui est largement cultivée dans le monde, et qui est notamment la première variété employée en France pour la production de plants certifiés.

## Caractéristiques
Les tubercules, de taille assez grosse, ont une forme oblongue régulière, aux yeux très superficiels, à chair jaune et à peau rugueuse de couleur jaune pâle. Le taux de matière sèche est relativement faible.
La plante est assez sensible au mildiou et au virus de l'enroulement ainsi qu'au virus X, mais n'est pas attaquée par la galle verruqueuse et est assez peu sensible à la gale commune. Son rendement est relativement élevé.
Sur le plan culinaire elle est classée dans le groupe B. C'est une pomme de terre à chair assez fine, un peu farineuse, se délitant peu à la cuisson, à réserver plutôt pour les pommes rissolées, en robe des champs et pommes vapeur.

## Appellation protégée
La 'Béa' est l'unique variété imposée par le cahier des charges de l'appellation d'origine protégée « Béa du Roussillon », pomme de terre de primeur produite dans 22 communes du département des Pyrénées-Orientales (France).